# Kantatie 81
La Kantatie 81 (in svedese Stamväg 81) è una strada principale finlandese. Ha inizio a Rovaniemi e si dirige verso sud-est, verso il confine svedese, dove si conclude dopo 182 km nei pressi di Kuusamo.

## Percorso
La Kantatie 81 attraversa, oltre i comuni di partenza ed arrivo, il solo comune di Posio.

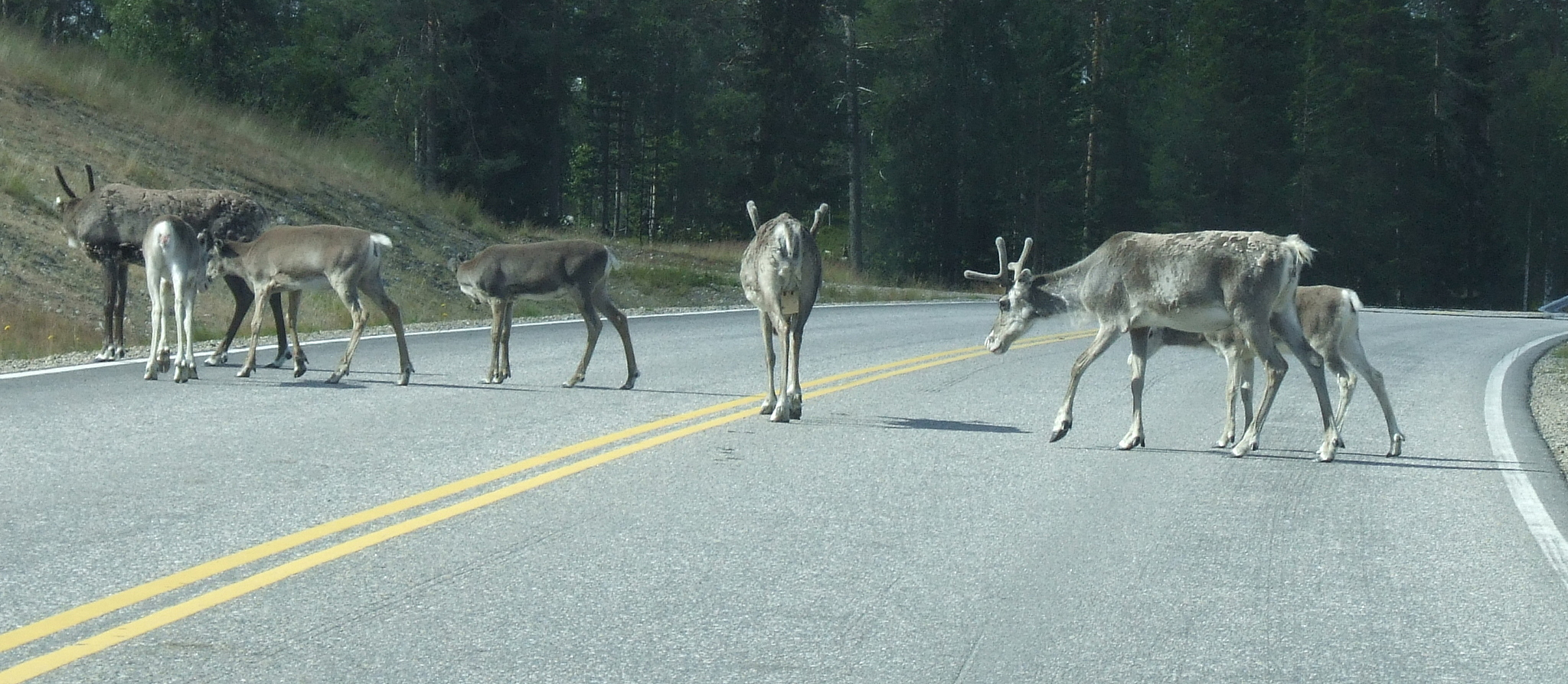
Renne sulla Kantatie 81 a Posio